# Pakistanische Cricket-Nationalmannschaft in Simbabwe in der Saison 1997/98
Die Tour der pakistanischen Cricket-Nationalmannschaft nach Simbabwe in der Saison 1997/98 fand vom 14. bis zum 29. März 1998 statt. Die internationale Cricket-Tour war Bestandteil der Internationalen Cricket-Saison 1997/98 und umfasste zwei Tests und zwei ODIs. Pakistan gewann die Test-Serie 1–0 und die ODI-Serie 2–0.

## Vorgeschichte
Simbabwe bestritt zuvor eine Tour in Neuseeland, Pakistan eine Tour in Südafrika.
Das letzte Aufeinandertreffen der beiden Mannschaften bei einer Tour fand in der Saison 1996/97 in Pakistan statt.

## Stadien
Die folgenden Stadien wurden für die Tour als Austragungsort vorgesehen.
| Stadion            | Stadt    | Kapazität | Spiele               |
| ------------------ | -------- | --------- | -------------------- |
| Queens Sports Club | Bulawayo | 9.000     | 1. Test              |
| Harare Sports Club | Harare   | 10.000    | 2. Test; 1. & 2. ODI |

## Kaderlisten
Die folgenden Kader wurden von den Mannschaften benannt.
| Test | Test | ODI | ODI |
| Simbabwe | Pakistan | Simbabwe | Pakistan |
| --- | --- | --- | --- |
| - Alistair Campbell (K) - Andy Flower (wk) - Grant Flower - Murray Goodwin - Adam Huckle - Trevor Madondo - Pommie Mbangwa - Gavin Rennie - Bryan Strang - Paul Strang - Heath Streak - Dirk Viljoen - Andy Whittall - Guy Whittall | - Rashid Latif (K, wk) - Ali Naqvi - Azhar Mahmood - Ijaz Ahmed - Inzamam-ul-Haq - Mohammad Wasim - Moin Khan - Mushtaq Ahmed - Saeed Anwar - Saqlain Mushtaq - Shoaib Akhtar - Waqar Younis - Wasim Akram - Yousuf Youhana | - Alistair Campbell (K) - Craig Evans - Andy Flower (wk) - Grant Flower - Murray Goodwin - Adam Huckle - Pommie Mbangwa - Paul Strang - Heath Streak - Dirk Viljoen - Andy Whittall - Guy Whittall - Craig Wishart | - Rashid Latif (K, wk) - Aamer Sohail - Azhar Mahmood - Ijaz Ahmed - Inzamam-ul-Haq - Mohammad Hussain - Mohammad Wasim - Moin Khan - Saeed Anwar - Shahid Afridi - Shoaib Akhtar - Waqar Younis - Wasim Akram - Yousuf Youhana |

## Tests

### Erster Test in Bulawayo
| 14. – 18. März Scorecard | Bulawayo | Simbabwe 321 (112.2) & 302-4d (80.2) | – | Pakistan 256 (109.1) & 258-6 (98.3) |
|                          |          | Remis                                |   |                                     |

Simbabwe gewann den Münzwurf und entschied sich als Schlagmannschaft zu beginnen. Als Spieler des Spiels wurde Grant Flower ausgezeichnet.

### Zweiter Test in Harare
| 21. – 25. März Scorecard | Harare | Simbabwe 277 (82.5) & 268 (111) | – | Pakistan 354 (147.5) & 192-7 (53.5) |
|                          |        | Pakistan gewinnt mit 3 Wickets  |   |                                     |

Simbabwe gewann den Münzwurf und entschied sich als Schlagmannschaft zu beginnen. Als Spieler des Spiels wurde Mohammad Wasim ausgezeichnet.

## One-Day Internationals

### Erstes ODI in Harare
| 28. März Scorecard | Harare | Simbabwe 236-6 (50)            | – | Pakistan 237-6 (47.4) |
|                    |        | Pakistan gewinnt mit 4 Wickets |   |                       |

Pakistan gewann den Münzwurf und entschied sich als Feldmannschaft zu beginnen. Als Spieler des Spiels wurde Aamer Sohail ausgezeichnet.

### Zweites ODI in Harare
| 29. März Scorecard | Harare | Simbabwe 272-4 (50)            | – | Pakistan 276-6 (46.4) |
|                    |        | Pakistan gewinnt mit 4 Wickets |   |                       |

Pakistan gewann den Münzwurf und entschied sich als Feldmannschaft zu beginnen. Als Spieler des Spiels wurde Mohammad Wasim ausgezeichnet.